# Ribeira Brava (Cap-Vert)
Ribeira Brava (familièrement connue sous le nom de Stanxa) est une localité du Cap-Vert située au nord-ouest de l'île de São Nicolau. Siège de la municipalité (concelho) de Ribeira Brava, c'est une « ville » (Cidade) – un statut spécifique conféré automatiquement à tous les sièges de municipalités depuis 2010.
Elle est réputée pour son carnaval.

## Population
Lors des recensements de 2000 et 2010, le nombre d'habitants était respectivement de 5 456 et 1 887. En 2012 il est estimé à 1 813.